# Список министров внутренних дел Украины
Министр внутренних дел Украины (укр. Міністр внутрішніх справ України) — глава Министерства Внутренних Дел Украины, избирается Верховной рады Украины